# Châtel-Argent
Châtel-Argent ist die Ruine einer mittelalterlichen Höhenburg, die sich auf einer Felsterrasse mit Blick auf die Dora Baltea in der Gemeinde Villeneuve im Aostatal erhebt.

## Beschreibung

Grundriss von Châtel-Argent (Carlo Nigra)

Die Burg, die nicht als Wohnstatt diente, sondern vom Lehensnehmer nur im Falle der Gefahr als Zufluchtsstätte genutzt wurde, besteht aus einem Donjon, der von anderen Baukörpern umgeben und durch einen dreifachen Mauerring geschützt wird.
Das Gebiet, das heute von den Resten des Mauerrings umschlossen wird, bedeckt eine Fläche von 90 Metern × 70 Metern. Man errechnete, dass darin bis zu 2000 Menschen unterkommen konnten, eine mehr als ausreichende Wachmannschaft, um das Haupttal von einer strategischen Position aus zu kontrollieren.
In dem Bau aus dem 13. Jahrhundert finden sich im Inneren des Mauerrings am höchsten Punkt des Geländes der Turm, die Reste eines Baukörpers und eine Zisterne. Eine Kapelle vervollständigte die Anlage.
Der besterhaltene Teil, der auch den Anblick der Anlage dominiert, ist der Donjon in Zylinderform mit einer Höhe von 16 Metern und einem Außendurchmesser von 9,5 Metern. Seine Tür liegt 8 Meter über dem Boden, damit im Falle eines Angriffs größerer Schutz gewährt wurde, weil die angelegte Leiter, die zur Tür führte, eingezogen werden konnte. Die runde Form des Turms, die im 12. Jahrhundert im Aostatal eingeführt wurde, garantierte „einen kleineren Umfang, der verteidigt werden musste, pro Oberflächeneinheit“.

### Kirche der Hl. Kolumba
Vor dem Verteidigungsbauwerk liegt eine kleine romanische Burgkirche, die der Heiligen Kolumba geweiht ist; sie  wurde um 1050–1070 erbaut. Die Kirche bietet einen ziemlich archaischen Anblick: Die Fassade hat drei vertikale Spiegel, die von schrägen Bögen gekrönt werden. Die Apsis die über den Mauerring hinausragt, ist mit Mauerblenden und Bogenfriesen in Ziegelmauerwerk verziert.

## Geschichte
Der Marmorgipfel, auf dem sich die Ruinen der Burg erheben, war schon in vorgeschichtlicher Zeit besiedelt (was der Fund einer frühgeschichtlichen, menschenartigen Stele bestätigt) und wurde in der Zeit der Salasser und später in römischer Zeit nach und nach mit einer Festung bebaut, die das Tal beherrschte.
Zwischen der Kirche der Hl. Kolumba und der Burg sind Spuren einiger römischer Höhlen aus Bardiglio, einem Silikatmarmor erhalten, ebenso wie weiterer Höhlen aus der folgenden Zeit, von denen eine, nördlich des Felsvorsprungs, noch in den 1830er- und 1870er-Jahren genutzt wurde.
Laut einigen Gelehrten wurde der Name „Châtel-Argent“ von der Münze abgeleitet, die dort ihren Sitz hatte (Das französische Wort „Argent“ bedeutet im Deutschen „Geld“). Nachforschungen in jüngerer Zeit haben bestätigt, dass das Toponym Castrum Argenteum schon um 1175 in Gebrauch war.
Die heute sichtbaren Ruinen der Burg stammen aus dem 13. Jahrhundert, genauer ist der Bau der Burg auf das Jahr 1275 zu datieren und wurde von James of Saint Georges (frz.: Maître Jacques de Saint-Georges), dem Architekten des Grafen Peter II. von Savoyen, geplant. Anders als andere Burgen im Aostatal, war Châtel-Argent immer unter der Gerichtsbarkeit des Hauses Savoyen, auch wenn das Baronat Châtel-Argent etliche Herren hatte: Die Bards, die Challants, die Roncas und viele andere.
Die ansteigende, asphaltierte Straße, die vom Ortsrand des Dorfes zur Burgruine führt, wird „La rampa“ (it.) / „La rampe“ (frz.) (dt.: Die Rampe) genannt und wurde vermutlich 1817 in den Fels gehauen (eine Inschrift im Stein bestätigt dieses Baujahr), damit man die Marienkirche erreichen konnte.
Heute ist die Burgruine öffentlich zugänglich und wird von der Fondation Grand-Paradis verwaltet, die geführte Touren durch die Ruinen und entlang eines Weges organisiert, der sich entlang des Felsvorsprunges schlängelt und „Vivre Châtel-Argent“ heißt.

## Galeriebilder

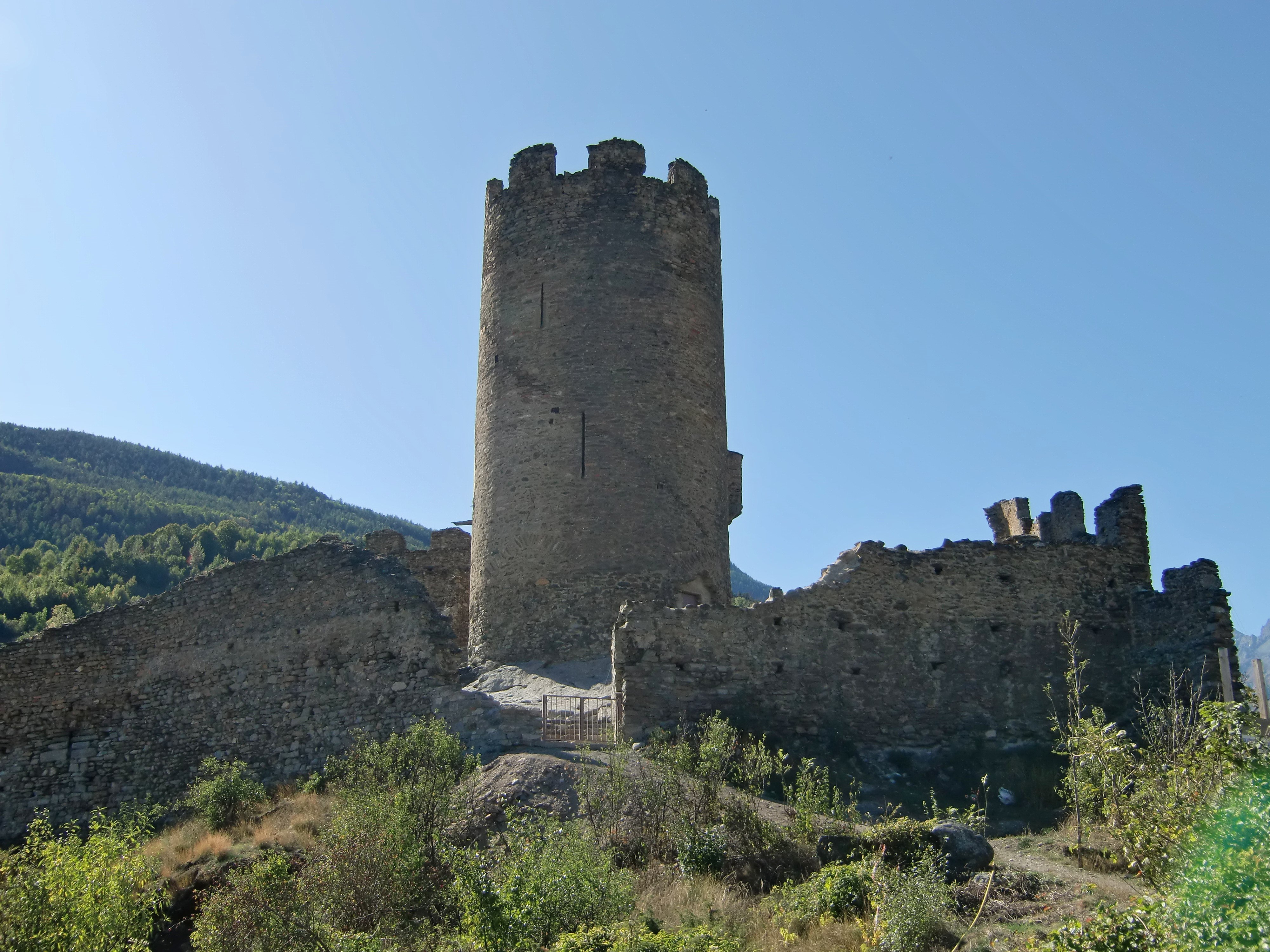
Blick auf die Mauren und den Donjon von Châtel-Argent
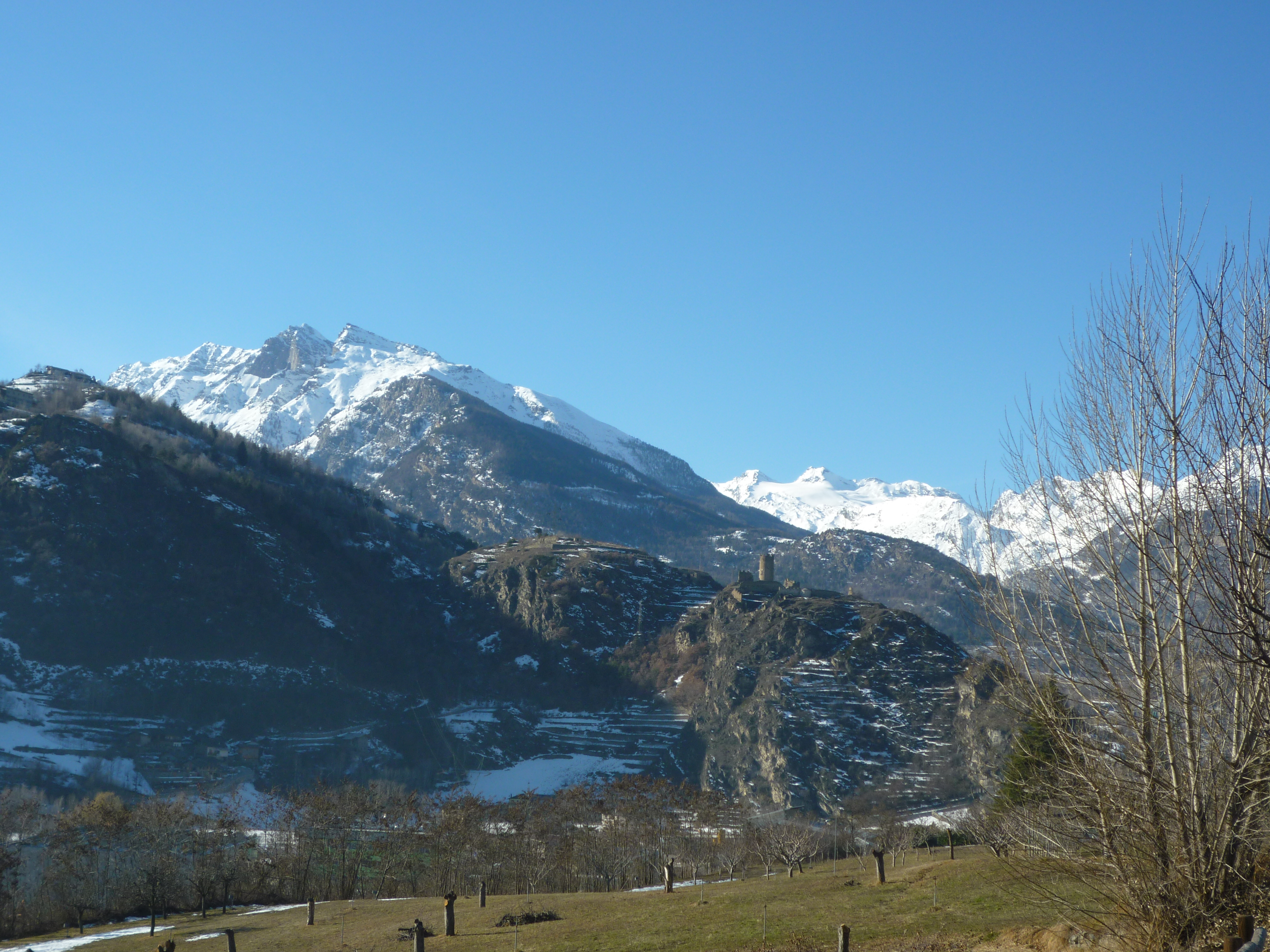
Blick auf das Châtel-Argent vom Schlosses Sarriod de la Tour aus
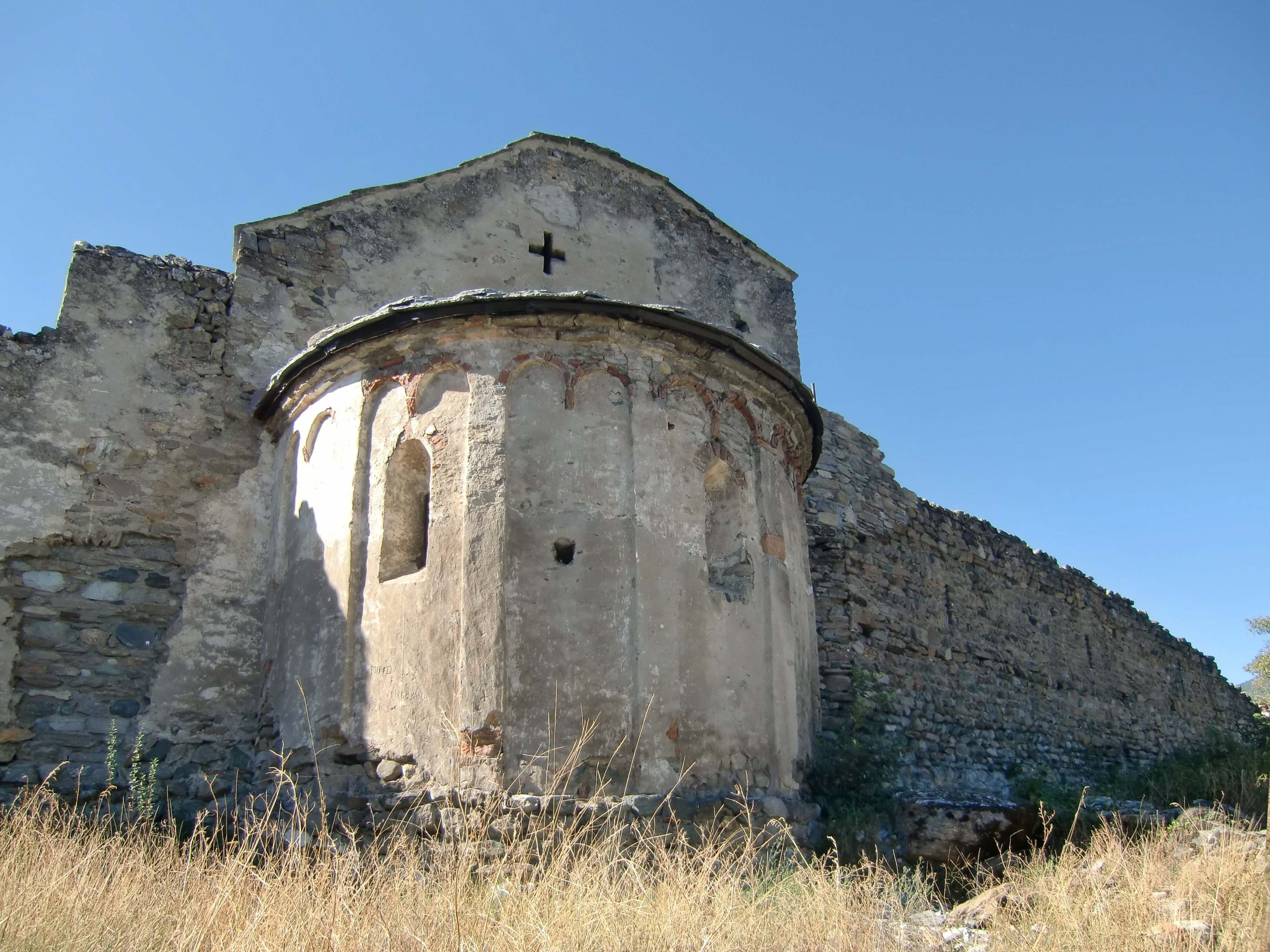
Apsis der Burgkirche
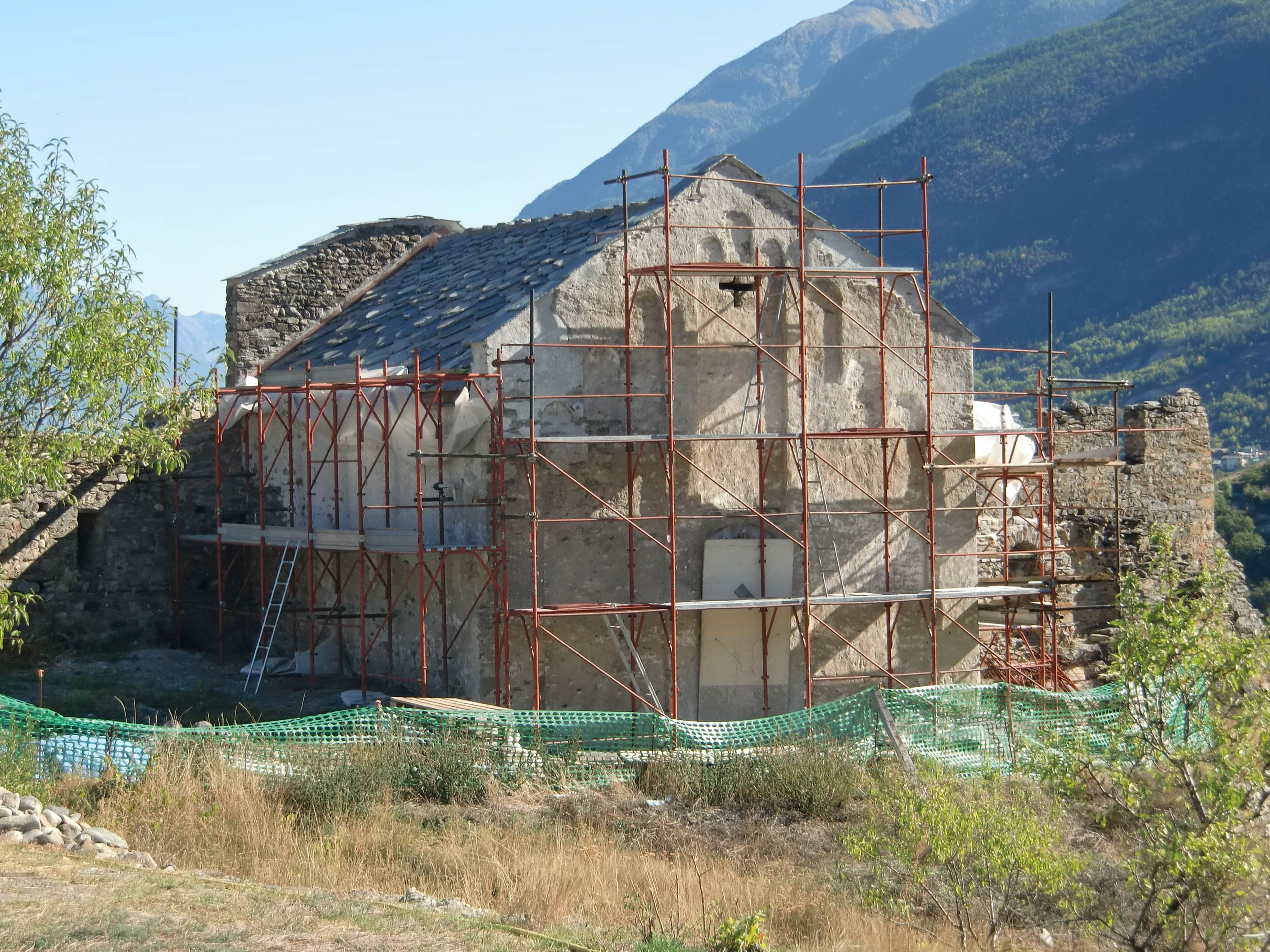
Die Burgkirche während der Restaurierung (2009)
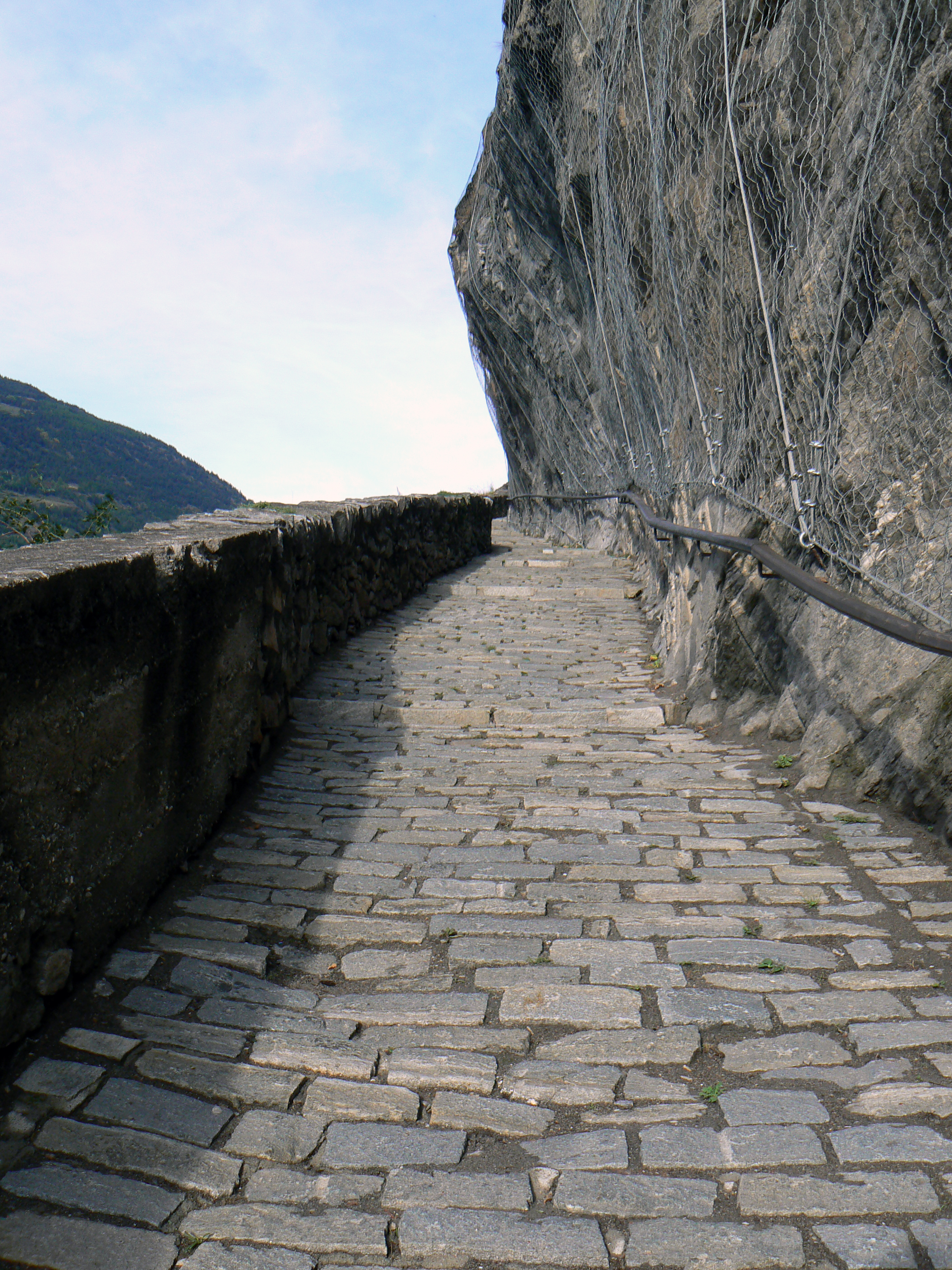
Die Rampe